# 过氧化酮
过氧化酮（英文：Dioxirane），也称双环氧乙烷，是一类含有过氧三元环结构的有机化合物。母体化合物双环氧乙烷（见右图）是不稳定的化合物，分子式为CH2O2，在有机合成中作为氧化剂。
二甲基过氧化酮（DMDO，也称“二甲基双环氧乙烷”）是唯一有工业应用的双环氧乙烷衍生物，用作烯烃的环氧化等反应中。